# Szirin Abu Akila
Szirin Abu Akila, Shireen Abu Akleh (arab. ‏شيرين أبو عاقلة‎, Šīrīn Abū ʿĀqila; ur. 3 kwietnia 1971 zm. 11 maja 2022) – palestyńsko-amerykańska dziennikarka i reporterka. Znana z relacji z Bliskiego Wschodu, szczególnie reportaży o konflikcie izraelsko-palestyńskim. Przez 25 lat pracowała jako reporterka Al-Dżaziry. Była jedną z pierwszych arabskich kobiet korespondentek wojennych. Zginęła 11 maja 2022 roku po postrzale w czasie relacjonowania wymiany ognia między izraelskimi żołnierzami a Palestyńczykami w Dżaninie.

## Życiorys

### Wczesne życie
Urodziła się w 1971 roku we Wschodniej Jerozolimie w rodzinie palestyńskich chrześcijan. Jej matka pochodziła z Zachodniej Jerozolimy, a ojciec z Betlejem. Mieszkała także w Stanach Zjednoczonych, gdzie otrzymała obywatelstwo.
Studiowała architekturę na Uniwersytecie Jordańskim. Później ukończyła studia dziennikarskie z tytułem licencjata.

### Kariera
W 1995 roku, po ukończeniu studiów, rozpoczęła pracę w powstającym wówczas radiu Voice of Palestine. Pracowała także w Amman Satellite Channel. W 1997 roku rozpoczęła pracę dla Al-Dżaziry, gdzie została reporterką arabskojęzycznego kanału stacji. Mieszkała i pracowała we Wschodniej Jerozolimie. Relacjonowała najważniejsze wydarzenia związane z polityką palestyńską i izraelską, w tym regionalne konflikty, m.in. drugą intifadę i konflikt izraelsko-libański w 2006 roku. Była powszechnie znana w regionie krajów arabskich.

### Śmierć
11 maja 2022 roku w związku z operacją Sił Obronnych Izraela (IDF) w obozie dla uchodźców w Dżaninie, której celem było aresztowanie podejrzanych o terroryzm, trwała regularna wymiana ognia pomiędzy żołnierzami izraelskimi a palestyńskimi bojówkarzami. Wydarzenia te relacjonowała Szirin ubrana w hełm i kamizelkę kuloodporną z napisem Press (z ang. prasa). W trakcie tych wydarzeń została postrzelona w głowę. Po postrzeleniu została w stanie krytycznym przewieziona do szpitala, gdzie zmarła. Postrzelony w plecy został także inny dziennikarz będący wtedy na miejscu, jednak po hospitalizacji jego życiu nie zagrażało niebezpieczeństwo. Po przeprowadzeniu sekcji zwłok reporterki na Uniwersytecie An-Najah w Nablusie dyrektor instytutu medycyny sądowej stwierdził, że pocisk spowodował całkowite uszkodzenie mózgu i kości czaszki Abu Akili.

### Pogrzeb

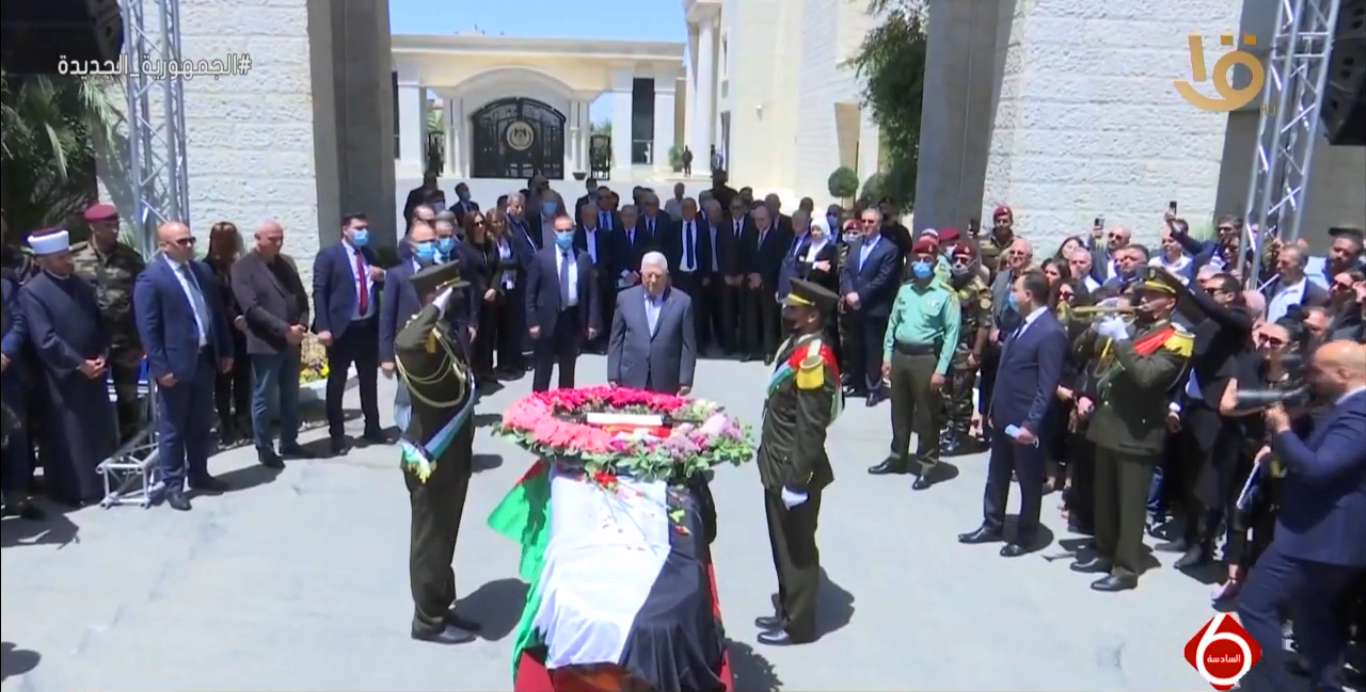
Oficjalne uroczystości pogrzebowe

13 maja 2022 roku odbył się pogrzeb Szirin Abu Akili. Procesja konduktu pogrzebowego zaczęła się ze Szpitala św. Józefa we Wschodniej Jerozolimie i zakończyła w Katedrze Zwiastowania Matki Bożej, gdzie miała miejsce uroczystość pogrzebowa. Dziennikarka została pochowana na cmentarzu protestanckim na wzgórzu Syjon, gdzie pochowani zostali także jej rodzice. W trakcie pogrzebu doszło do starć Palestyńczyków z izraelską policją. Wobec uczestników procesji policja użyła granatów ogłuszających i pałek. Policja uzasadniała interwencję „nacjonalistycznym podżeganiem” ze strony części uczestników pogrzebu i przemocą wobec policjantów. Niezadowolenie policjantów miały wzbudzić m.in. palestyńskie flagi i skandowanie „Palestyna! Palestyna”. Działania służb spotkały się z powszechną krytyką, szczególnie po ujawnieniu przez telewizję nagrań, na których widać policjantów uderzających pałkami i nacierających na żałobników niosących trumnę Szrin Abu Akili. W czerwcu 2022 roku izraelska policja poinformowała, że zakończono śledztwo dotyczące nieprawidłowości w działaniach funkcjonariuszy w trakcie pogrzebu reporterki, żaden z policjantów nie został ukarany.

## Śledztwo
Al-Dżazira poinformowała w dniu zastrzelenia, że Szirin Abu Akili zginęła po zastrzeleniu przez wojska Izraela (IDF). Oskarżyła także o celowe zaatakowanie dziennikarki z „zimną krwią”. Ówczesny premier Izraela, Naftali Bennett, zamieścił wpis na Twitterze, w którym oskarżył o zabójstwo uzbrojonych Palestyńczyków. Do tego wpisu odniosła się izraelska organizacja B’Tselem, która odnalazła dokładne miejsce, w którym strzelali bojownicy z nagrania i miejsce, w którym zginęła dziennikarka Al-Dżaziry – podkreślili, że miejsca te są oddalone od siebie o setki metrów, oddzielone wieloma ścianami i budynkami. Beni Ganc, ówczesny minister obrony, zapowiedział przejrzyste dochodzenie w sprawie.
Pięciu świadków, którzy byli na miejscu zdarzenia powiedziało dla The Washington Post, że wymiana ognia miała miejsce setki metrów od miejsca gdzie przebywała w chwili śmierci reporterka. Postrzelony w plecy w dziennikarz, Ali Al-Samudi, zeznał, że tam, gdzie przebywali, „było cicho”.
Stany Zjednoczone zażądały przejrzystego dochodzenia, a Unia Europejska niezależnego śledztwa w celu wyjaśnienia zabicia dziennikarki. Także przedstawiciele ONZ wezwali do śledztwa w sprawie śmierci Szirin.
Już 12 maja, dzień po śmierci reporterki, poinformowano, że wojsko bada wersję, iż śmiertelny strzał mógł zostać oddany przez jednego z żołnierzy. Później IDF ogłosiło, że prowadzone będzie dochodzenie operacyjne, nie przeprowadzą zaś dochodzenia na wzór dochodzenia karnego, gdyż nie dostrzegli podejrzeń, że popełniono przestępstwo.
Associated Press przeprowadziła własną rekonstrukcję wydarzeń, stwierdzając, że zabójcza kula pochodziła z izraelskiego pistoletu. Agencja podkreśliła jednak, że nie można mówić o pewności z powodu głębokiej nieufności wrogich stron wobec siebie, co może blokować dostęp do kluczowych dowodów. Dochodzenie CNN, polegające na przeanalizowaniu filmów i przeprowadzeniu wywiadów ze świadkami wydarzeń i ekspertem ds. broni palnej, wskazuje na dowody, że Abu Akila zginęła w wyniku ataku sił izraelskich, a w miejscu strzelaniny w chwili poprzedzających śmierć nie było palestyńskich bojowników.
Autonomia Palestyńska odrzuciła prośbę władz Izraela o przeprowadzenie wspólnego śledztwa, a także prośby o wysłanie śmiertelnego pocisku do badań i identyfikacji ze względu na brak zaufania do władz izraelskich. 26 maja dziennik The Jerusalem Post poinformował, że władze Palestyny zakończyły dochodzenie, a jego ustalenia zostały przekazane rządowi USA. Stwierdzono w nich, że wojsko Izraela celowo obrało za cel dziennikarkę. Izrael zaprzeczył oskarżeniom. Premier Autonomii Palestyńskiej Mohammad Sztajeh odmówił także przeprowadzenia międzynarodowego śledztwa.
16 czerwca 2022 roku Al-Dżazira poinformowała o pozyskaniu obrazu pocisku, który według ekspertów był zaprojektowany do użycia w karabinku M4 używanym zarówno przez wojsko izraelskie, jak i palestyńskich bojowników.
Śledztwo prowadzone przez struktury ONZ wykazało, że śmiertelne strzały pochodziły od izraelskich sił bezpieczeństwa. Rzeczniczka Wysokiego komisarza NZ ds. praw człowieka Ravina Shamdasani podkreśliła, że „to niepokojące, że władze izraelskie nie przeprowadziły dochodzenia karnego”.
2 lipca palestyński prokurator prowadzący śledztwo ogłosił, że pocisk został przekazany zespołowi amerykańskich ekspertów do badań. Dwa dni później Departament Stanu USA wskazał, że testy przeprowadzone przez niezależnych ekspertów nie są jednoznaczne. Amerykańscy śledczy otrzymali „pełny dostęp” do śledztw prowadzonych zarówno przez Autonomię Palestyńską, jak i IDF. Ogłoszono także, że mieli dojść do wniosku, że ostrzał z pozycji wojska izraelskiego był prawdopodobnie odpowiedzialny za śmierć Sziren Abu Akili.
5 września 2022 IDF opublikowały wyniki własnego śledztwa, w których stwierdzono, że istnieje „duże prawdopodobieństwo”, że dziennikarka została „przypadkowo trafiona” ogniem wojskowym. Premier Izraela Ja’ir Lapid odrzucił wezwania do wszczęcia postępowania karnego.
W listopadzie 2022 roku ogłoszono, że Departament Sprawiedliwości USA wszczął dochodzenie w sprawie zabójstwa Sziren Abu Akili. Minister obrony Izraela Beni Ganc określił to śledztwo jako „poważny błąd”.